# Eustace Chapuys
Eustace Chapuys (1489 - 21 de Janeiro de 1556) serviu como embaixador imperial para a Inglaterra, de 1529 até 1545, e é conhecido pela sua extensa e detalhada correspondência. 

## Biografia
Ele nasceu em Annecy em Saboia. Estudou na Universidade de Turim a partir de 1507, aí permanecendo durante pelo menos 8 anos. Em 1517 ele tornou-se um funcionário da diocese de Genebra, e posteriormente serviu o Duque de Saboia e Carlos de Bourbon. Em 1527 ele entrou para o serviço do Sacro Imperador Romano-Germânico, Carlos V. 
Depois de ir à Saboia como embaixador, ele foi para Inglaterra em Setembro de 1529 para assumir o cargo de embaixador residente, substituindo Don Íñigo de Mendoza, um posto que estava bastante instável desde a retirada forçada de Luís de Praet em 1525. Como jurista, ele foi o candidato ideal para defender Catarina de Aragão (que também era uma tia do Imperador Carlos V), esposa de Henrique VIII de Inglaterra, contra as acções judiciais que os historiadores chamam a "A Questão Real" e que levou, finalmente, para a rejeição da autoridade papal na Inglaterra e a ruptura com a Igreja Católica. Chapuys fez várias tentativas de derrotar as "maquinações" inglesas contra Catariana, que acabaram por falhar e Henrique casou com Ana Bolena. Catarina morreu em Janeiro de 1536. 
Chapuys permaneceu como embaixador residente em Inglaterra até Maio de 1545 (salvo um breve interlúdio em Abril de 1539 que ele passou em Antuérpia). Ele então pediu para ser demitido do seu cargo devido ao aumento da gravidade da sua doença, mas só depois de introduzir o seu sucessor (François van der Delft) para o cargo, é que o Imperador lhe permitiu sair do cargo. Posteriormente, Chapuys residiu em Leuven (nos Países Baixos), onde ele fundou uma escola secundária para estudantes promissores da sua nativa Saboia (o Collège de Savoie). 

## Na cultura popular
Chapuys aparece como uma personagem na peça de William Shakespeare, A Famosa História da Vida de Rei Henrique VIII, sob o nome de Capucius. Ele é uma personagem importante no filme de Robert Bolt, A Man for All Seasons, embora ele seja excisado na versão do filme de 1966. Chapuys é interpretado por Anthony Brophy na série da Showtime, The Tudors.